# Joseph von Ayx

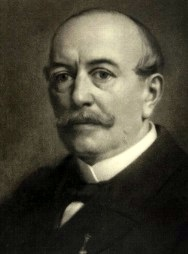
Joseph von Ayx

Johann Hubert Joseph Freiherr von Ayx (* 20. August 1838 in Münstereifel; † 27. August 1909 auf Burg Zievel) war ein preußischer Verwaltungsbeamter und als solcher von 1872 bis 1906 Landrat in den Kreisen Waldbröl (vertretungsweise) sowie Monschau und Euskirchen.

## Leben

### Herkunft und Ausbildung
Als Sohn des Gerbereibesitzers Friedrich August Freiherr von Ayx und dessen Ehefrau Gertrud von Ayx, geborene Müller, in Münstereifel geboren, besuchte er dort nach der Elementarschule auch zunächst das Gymnasium, ehe er 1858 auf das Gymnasium in Warendorf wechselte, wo er 1859 die Reifeprüfung ablegte. Anschließend studierte er zunächst in Bonn (Immatrikulation am 2. November 1859) bis zum Wintersemester 1860/1861 und nachfolgend in Berlin Rechts- und Kameralwissenschaften. In Bonn wurde er 1859 Mitglied der Burschenschaft Marchia Bonn. Seiner militärischen Dienstpflicht kam er bei dem Kaiser Alexander Garde-Grenadier-Regiment Nr. 1 in Berlin nach, am Deutschen Krieg (1866) und dem Deutsch-Französischer Krieg (1870/1871) nahm er aktiv teil. Nachdem Joseph von Ayx vor dem Landgericht Köln im September 1862 das Auskultatorexamen abgelegt hatte, wurde er dort am 15. Oktober 1862 als Auskultator vereidigt. Zum 15. April 1865 erhielt er mit Bestehen des ersten juristischen Staatsexamens die Ernennung zum Regierungsreferendar im Preußischen Verwaltungsdienst und fand als solcher Einsatz bei den Königlich Preußischen Regierungen in Aachen und Potsdam sowie auf dem Landratsamt Erkelenz. Mit Ablegung der Großen Staatsprüfung folgte am 15. Januar 1870 und mit Dienstalter vom 1. August 1869 seine Ernennung zum Regierungsassessor. In dieser Funktion erhielt von Ayx zunächst eine Beschäftigung bei der Regierung in Danzig bzw. ab August 1871 in Köln. Sein dortiger Dienstherr beauftragte ihn auch ab November 1872 mit der vertretungsweisen Verwaltung des Landratsamtes Waldbröl für den als Abgeordneten abwesenden Carl Maurer.

### Werdegang
Nach seiner ersten praktischen Bewährung als Landrat in Waldbröl, wenn auch noch vertretungsweise, wählte ihn am 21. Dezember 1872 der Kreisstand des Kreises Monschau und in der Nachfolge von Alphons Anthoni, der dieses Amt als 1. Kreisdeputierter seit 1870 auftragsweise versah, zum neuen Landrat. Seine Bestallung mit Allerhöchster Kabinettsorder folgte am 8. Februar 1873, während er am 17. April in sein Amt formell eingeführt wurde. Nur drei Jahre darauf wechselte von Ayx auf Grund Versetzungserlass vom 12. Juni 1876 als neuer Landrat nach Euskirchen (Amtsübernahme zum 6. Juli 1876). Während seiner Dienstzeit in Euskirchen erhielt von Ayx am 21. Dezember 1892 seine Ernennung zum Geheimen Regierungsrat, zum 1. Oktober 1906 trat er dort in den Ruhestand. 1888 wählte ihn der Kreistag im Kreis Euskirchen in den Provinziallandtag der Rheinprovinz, dem er zunächst bis 1907 angehörte. 1908 und 1909 war er Vertreter des Landkreises Bonn im Provinziallandtag.

## Familie
Joseph von Ayx heiratete am 19. August 1873 in Köln Johanna Dahmen (geboren am 12. Dezember 1849 in Köln; gestorben am 11. Februar 1916 auf Burg Zievel), eine Tochter des Weinhändlers Heinrich Dahmen und dessen Ehefrau Marianne Dahmen, geborene Kreuzberg.

## Ehrungen
- Roter Adlerorden 2. Klasse mit Eichenlaub[1]
- Königlicher Kronenorden 2. Klasse[1]
- Ehrenbürger von Euskirchen[4] und Zülpich[1]